# Berberis edentata
Berberis edentata är en berberisväxtart som beskrevs av Henry Hurd Rusby. Berberis edentata ingår i släktet berberisar, och familjen berberisväxter. Inga underarter finns listade i Catalogue of Life.